# Port lotniczy Victoria Falls
Port lotniczy Victoria Falls (IATA: VFA, ICAO: FVFA) – port lotniczy położony 18 km na południe od Victoria Falls, w Zimbabwe.

## Linie lotnicze i połączenia
| Linia Lotnicza        | Kierunek                                                          |
| --------------------- | ----------------------------------------------------------------- |
| Air Zimbabwe          | 1. Bulawayo 2. Harare                                             |
| Airlink               | 1. Kapsztad 2. Johannesburg 3. Mbombela                           |
| CemAir                | 1. Johannesburg                                                   |
| Discover Airlines     | Sezonowo: 1. Frankfurt 2. Windhuk                                 |
| Ethiopian Airlines    | 1. Addis Abeba                                                    |
| Fastjet Zimbabwe      | 1. Harare 2. Hwange 3. Johannesburg 4. Kariba 5. Maun 6. Mbombela |
| FlyNamibia            | 1. Windhuk                                                        |
| FlySafair             | 1. Johannesburg                                                   |
| Kenya Airways         | 1. Kapsztad 2. Nairobi                                            |
| South African Airways | 1. Johannesburg                                                   |